# 마르틴 브람바흐
마르틴 브람바흐(독일어: Martin Brambach, 1967년 1월 1일~)는 독일의 배우이다.

## 개인사
브람바흐는 배우인 얀 요제프 리페르스의 이복 동생이다. 
오스트리아 배우인 크리스티네 조머와 결혼했으며 아들 하나와 딸 하나를 두었다. 

## 작품 목록

### 영화
- 쿠르스크 (2018년)
- 더 라이프 애프터 (2017년)
- 에릭 카스트너 앤 리틀 튜즈데이 (2016년)
- 보팔: 어 프레이어 포 레인 (2014년)
- 하름스 (2013년)
- 커피 인 베를린 (2012년)
- 아베 (2011년)
- 데이 앤 나이트 (2010년) - 카이 역
- 와일드 트럭 (2008년) - 파이퍼 역
- 노스페이스 (2008년)
- 더 리더: 책 읽어주는 남자 (2008년) - 리마드 교도소 경호원 역
- 옐라 (2007년)
- 카운터페이터 (2007년)
- 요절복통 프레드의 사랑찾기 (2006년)
- 클림트 (2006년)
- 더 크라운 (2005년)
- 급진주의자 (2003년)
- 투쟁 (2003년)
- 소피 (2002년)
- 포이즈너 (1998년)